# Менло (Айова)
Менло (англ. Menlo) — місто (англ. city) в США, в окрузі Гатрі штату Айова. Населення — 345 осіб (2020).

## Географія
Менло розташоване за координатами 41°31′20″ пн. ш. 94°24′15″ зх. д. / 41.52222° пн. ш. 94.40417° зх. д. (41.522144, -94.404251).  За даними Бюро перепису населення США в 2010 році місто мало площу 1,21 км², уся площа — суходіл.

## Демографія
Згідно з переписом 2010 року, у місті мешкали 353 особи в 147 домогосподарствах у складі 91 родини. Густота населення становила 291 особа/км².  Було 161 помешкання (133/км²).
Расовий склад населення:
| - 97,2 % — білих - 0,6 % — азіатів - 0,3 % — чорних або афроамериканців |

До двох чи більше рас належало 1,7 %. Частка іспаномовних становила 1,4 % від усіх жителів.
За віковим діапазоном населення розподілялося таким чином: 26,3 % — особи молодші 18 років, 58,7 % — особи у віці 18—64 років, 15,0 % — особи у віці 65 років та старші. Медіана віку мешканця становила 37,7 року. На 100 осіб жіночої статі у місті припадало 100,6 чоловіків;  на 100 жінок у віці від 18 років та старших — 103,1 чоловіків також старших 18 років.
Середній дохід на одне домашнє господарство  становив 45 244 долари США (медіана — 41 500), а середній дохід на одну сім'ю — 53 783 долари (медіана — 48 500). Медіана доходів становила 40 417 доларів для чоловіків та 31 250 доларів для жінок. За межею бідності перебувало 8,6 % осіб, у тому числі 6,8 % дітей у віці до 18 років та 10,7 % осіб у віці 65 років та старших.
Цивільне працевлаштоване населення становило 162 особи. Основні галузі зайнятості: виробництво — 21,0 %, фінанси, страхування та нерухомість — 17,3 %, освіта, охорона здоров'я та соціальна допомога — 11,7 %, роздрібна торгівля — 9,9 %.